# Médico interno residente

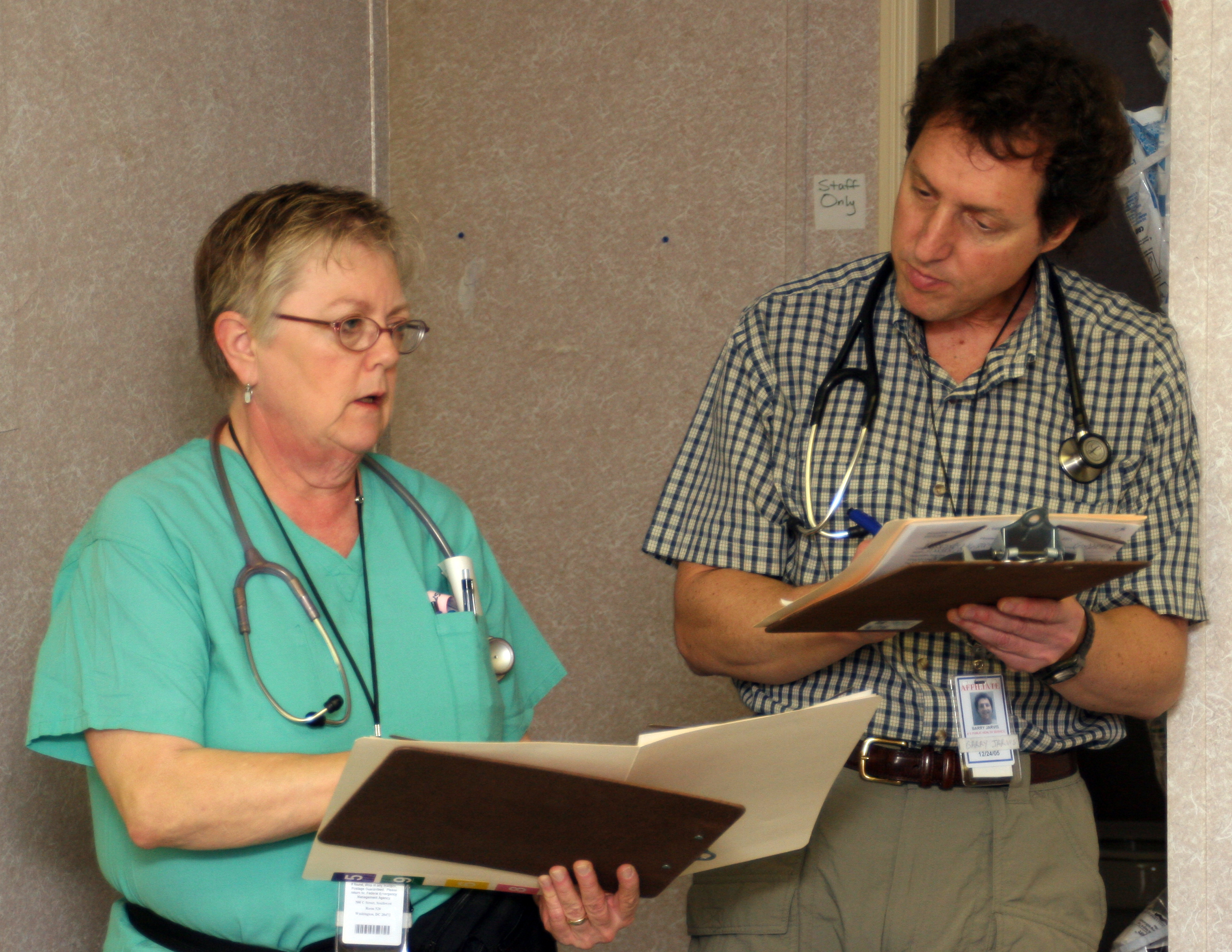
Formación médica especializada

Médico interno residente (MIR) es el sistema de formación de especialistas médicos que existe en España, desde el año 1976, al que se accede a través de pruebas selectivas de convocatoria anual y que consiste en una relación laboral especial de residencia.
En la actualidad, el término "mir" se puede usar o para referirse al médico que está formándose como especialista, o al sistema de especialización médica o al examen de acceso.

## Historia
La formación especializada médica mediante un contrato laboral tiene sus precedentes en el Hospital Clínico de Barcelona, en los años 60, que logró el primer contrato de trabajo para los médicos de aquel hospital.
Desde 1976 se trata de un programa de formación con adquisición de responsabilidades y capacidad de forma progresiva y tutelada, y solo es posible realizarlo en aquellos centros debidamente acreditados por el Ministerio de Sanidad y Consumo de España para asegurar una adecuada formación especializada. La duración del programa de formación depende de la especialidad concretamente pero oscila entre cuatro y cinco años.
En octubre de 2006 se aprueba el Real Decreto que regularía la relación laboral de los especialistas en formación. Sin embargo, el texto defraudó tanto a los residentes, ya que no cumplió sus expectativas, como a la Administración Central, debido al gran número de quejas y a los numerosos recursos de inconstitucionalidad que suscitó.[cita requerida]

## Examen MIR
Se accede a través de un concurso-oposición, conocido como examen MIR, en el que el expediente académico se pondera a un 10% mientras que el examen contabiliza el 90%. Actualmente existe una sola convocatoria anual para acceder a la formación especializada en el mes de enero, mediante un examen previo. La convocatoria de examen y plazos de selección e incorporación a la plaza elegida se publican anualmente en el parte del Ministerio de Sanidad.
En los últimos años, se realiza el examen un sábado, a finales de enero o principios de febrero, entre aproximadamente las 16:00 y las 21:00h. Los examinados disponen de 4 horas (hasta 2019 eran 5 horas) para completar la prueba. Actualmente, el examen consiste en 200 preguntas tipo test (hasta 2019 eran 225), con 4 opciones, y 10 preguntas de reserva, haciendo un total de 210 preguntas (hasta 2019 eran 235). Desde el año 2011, las primeras preguntas del examen llevan asociada una imagen. En la última convocatoria son 35 las preguntas que han incluido imágenes.

## Programas de especialidades
Los graduados/licenciados de Medicina ocupan las plazas de formación en régimen de residencia de cada especialidad médica; salvo Hidrología Médica, Medicina de la Educación Física y el Deporte, y Medicina Legal y Forense que lo hacen en régimen de alumnado. Actualmente en España hay 48 especialidades médicas reconocidas legalmente.
| Especialidad                                  | Período de formación (años) |
| --------------------------------------------- | --------------------------- |
| Alergología                                   | 4                           |
| Análisis Clínicos                             | 4                           |
| Anatomía Patológica                           | 4                           |
| Anestesiología y Reanimación                  | 4                           |
| Angiología y Cirugía Vascular                 | 5                           |
| Aparato Digestivo (o Gastroenterología)       | 4                           |
| Bioquímica Clínica                            | 4                           |
| Cardiología                                   | 5                           |
| Cirugía Cardiovascular                        | 5                           |
| Cirugía General y del Aparato Digestivo       | 5                           |
| Cirugía Oral y Maxilofacial                   | 5                           |
| Cirugía Ortopédica y Traumatología            | 5                           |
| Cirugía Pediátrica                            | 5                           |
| Cirugía Plástica, Estética y Reparadora       | 5                           |
| Cirugía Torácica                              | 5                           |
| Dermatología Médico-Quirúrgica y Venereología | 4                           |
| Endocrinología y Nutrición                    | 4                           |
| Farmacología Clínica                          | 4                           |
| Geriatría                                     | 4                           |
| Hematología y Hemoterapia                     | 4                           |
| Hidrología Médica                             | 2                           |
| Inmunología                                   | 4                           |
| Medicina de la Educación Física y el Deporte  | 3                           |
| Medicina del Trabajo                          | 4                           |
| Medicina Familiar y Comunitaria               | 4                           |
| Medicina Física y Rehabilitación              | 4                           |
| Medicina Intensiva                            | 5                           |
| Medicina Interna                              | 5                           |
| Medicina Legal y Forense                      | 3                           |
| Medicina Nuclear                              | 4                           |
| Medicina Preventiva y Salud Pública           | 4                           |
| Microbiología y Parasitología                 | 4                           |
| Nefrología                                    | 4                           |
| Neumología                                    | 4                           |
| Neurocirugía                                  | 5                           |
| Neurofisiología Clínica                       | 4                           |
| Neurología                                    | 4                           |
| Obstetricia y Ginecología                     | 4                           |
| Oftalmología                                  | 4                           |
| Oncología Médica                              | 5                           |
| Oncología Radioterápica                       | 4                           |
| Otorrinolaringología                          | 4                           |
| Pediatría y sus Áreas Específicas             | 4                           |
| Psiquiatría                                   | 5                           |
| Psiquiatría Infantil y de la Adolescencia     | 5                           |
| Radiodiagnóstico                              | 4                           |
| Reumatología                                  | 4                           |
| Urología                                      | 5                           |

## Organizaciones
La Asociación Española de Médicos Internos Residentes (AEMIR) agrupa a médicos residentes de toda España y es la primera organización nacional de MIR.

## Otros sistemas de especialización sanitaria
- Biólogo Interno Residente (BIR)
- Enfermero Interno Residente (EIR)
- Farmacéutico Interno Residente (FIR)
- Psicólogo Interno Residente (PIR)
- Químico Interno Residente (QIR o QUIR)
- Radiofísico Interno Residente (RFIR)